# Santiago Ramírez (futbolista)
Santiago Valentín Ramírez Polero (Mercedes, Uruguay; 3 de septiembre de 2001) es un futbolista uruguayo que juega como extremo izquierdo en Deportivo Maldonado SAD de la Primera División de Uruguay.

## Carrera Futbolística
Jugador de las juveniles del Club Nacional de Football, debuta el 14 de enero de 2021 en la final del Torneo Intermedio contra Montevideo Wanderers.

## Estadísticas
| Club     | Temporada | Liga                        | Liga | Liga  | Copa | Copa  | Continental | Continental | Otros | Otros | Total | Total |
| Club     | Temporada | Division                    | Apps | Goles | Apps | Goles | Apps        | Goles       | Apps  | Goles | Apps  | Goles |
| -------- | --------- | --------------------------- | ---- | ----- | ---- | ----- | ----------- | ----------- | ----- | ----- | ----- | ----- |
| Nacional | 2020      | Primera División de Uruguay | 4    | 0     | –    | –     | 0           | 0           | 1     | 0     | 5     | 0     |
| Nacional | 2021      | Primera División de Uruguay | 6    | 3     | –    | –     | 0           | 0           | 0     | 0     | 6     | 3     |
| Total    | Total     | Total                       | 10   | 3     | 0    | 0     | 0           | 0           | 1     | 0     | 11    | 3     |

## Palmarés
Títulos nacionales
Título	Club	País	Año
Torneo Intermedio	Nacional	 Uruguay	2020
Campeonato Uruguayo	Nacional	 Uruguay	2020
Torneo Intermedio	Nacional	 Uruguay	2022
Torneo Clausura	Nacional	 Uruguay	2022
Campeonato Uruguayo	Nacional	 Uruguay	2022